# Eustacjusz z Antiochii
Eustacjusz z Antiochii, cs. Swiatitiel Jewstafij, archijepiskop Antiochijskij (zm. przed 337 w Tracji) – biskup Berei syryjskiej, patriarcha Antiochii, święty Kościoła katolickiego i prawosławnego.

## Życiorys
Pochodził z Pamfilii. Początkowo był biskupem w Berei syryjskiej (Aleppo). Następnie, w 324 r., wybrano go na katedrę arcybiskupa antiocheńskiego.
Eustacjusz był uczonym teologiem i gorliwym obrońcą czystości wiary. Na I Soborze Powszechnym w Nicei (325) otwarcie wystąpił przeciwko nauce Ariusza. Z tego powodu został znienawidzony przez jego zwolenników.
W 326 arcybiskup udał się do wsi Iwerii, aby ochrzcić jej mieszkańców i wznieść chrześcijańską świątynię. Spełniwszy zamiary, powrócił do Antiochii. Tymczasem stał się pierwszą ofiarą knowań arian. Na zwołanym w 330 Soborze Antiocheńskim obwiniono go nie bezpośrednio o jakoby zbłądzenia teologiczne, lecz o obrazę matki cesarza oraz niemoralność. Został za to pozbawiony katedry i zesłany do Tracji, gdzie zmarł przed 337 r.
W 482 jego relikwie przeniesiono do Antiochii.
Święty pozostawił po sobie szereg pism oraz pracę „O działalności Soboru Nicejskiego”.
Liturgiczne wspomnienie obchodzone jest w Kościele katolickim (według nowego Martyrologium Rzymskiego) 21 lutego (wcześniej 16 lipca).
Kościół prawosławny wspomina 21 lutego/6 marca, tj. 6 marca według kalendarza gregoriańskiego (w roku przestępnym 5 marca).
W ikonografii święty przedstawiany jest w biskupich szatach. W lewej ręce trzyma Ewangelię, prawą błogosławi. Ma kasztanowe włosy i średniej długości brodę.